# Johannes Frederik (type reddingboot KNRM)

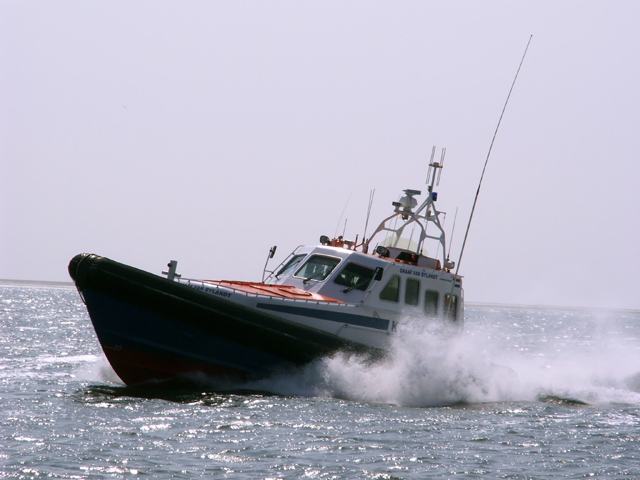
De Graaf van Bylandt bij het strand van Vlieland

De Johannes Frederik is een zogenaamde RIB-reddingboot van de Koninklijke Nederlandse Redding Maatschappij (KNRM).
De Johannes Frederik-klasse is de op een na grootste klasse van de KNRM. Het schip waarnaar het type vernoemd is, de Johannes Frederik, heeft tussen 1988 en 2004 dienst gedaan op station Ballumerbocht (Ameland) en is inmiddels verkocht. De eerste groep van de klasse heeft een lengte van 14,40 meter, de tweede groep (vanaf de Graaf van Bylandt in 1996) een lengte van 15,20 meter door een vergroot achterdek. Van de eerste groep zijn anno 2023 de Jan van Engelenburg en de Jan en Titia Visser nog in dienst.
De Prinses Margriet was eigenlijk geen onderdeel van deze klasse en had een afwijkend ontwerp en was nog door de KZHRMS ontwikkeld, vóór de fusie van de noordelijke en de zuidelijke maatschappijen. Omdat deze vrijwel dezelfde afmetingen had werd deze binnen de KNRM om praktische redenen wel als behorend tot deze klasse beschouwd. 

## Specificaties
| Lengte              | 14,40/15,20 meter |
| Breedte             | 5,4 meter         |
| Diepgang            | 0,75 meter        |
| Vermogen            | 2 × 680 PK        |
| Snelheid            | 34 knopen         |
| Capaciteit geredden | 75                |
| Bemanning           | 4                 |

## Boten in de serie
| Naam                 | Thuishaven        | Jaar indienststelling | verleden                              | status:         |
| -------------------- | ----------------- | --------------------- | ------------------------------------- | --------------- |
| Johannes Frederik    | verkocht          | 1988                  | Ameland, Den Helder                   | Uit dienst 2006 |
| Jan van Engelenburg  | Hansweert         | 1990                  | Scheveningen, Terschelling, Hansweert | In dienst       |
| Graaf van Bylandt    | Vlieland          | 1996                  | Neeltje Jans                          | In dienst       |
| Jan en Titia Visser  | Eemshaven         | 1996                  | Schiermonnikoog                       | In dienst       |
| Kapiteins Hazewinkel | Urk               | 1997                  | Hoek van Holland                      | In dienst       |
| Prinses Margriet     | Verkocht          | 1990                  | Breskens, Stellendam                  | Uit dienst 2010 |
| Christien            | gestript/verkocht | 1993                  | IJmuiden                              | Uit dienst 2017 |
| Dorus Rijkers        | reserve           | 1997                  | Den Helder                            | Reserve         |

Antje · Arie Visser · Atlantic · Avon · Float · Harder · Johannes Frederik · Nikolaas · Valentijn